# 让·克洛德·罗芒
让·克洛德·罗芒（英語：Jean-Claude Romand，1954年2月11日—）是法国著名灭门案的凶手、假医生。他多年来欺骗家人，伪称自己是世界卫生组织的医生。1993年1月9日，在谎言即将揭穿之际，他杀死了自己的妻子、儿女和父母。1996年7月6日，罗芒被判罪名成立并被判处无期徒刑，其中22年内不得假释。2019年申请假释获得批准，并接受两年的考验期。
他的岳父皮埃尔·克罗莱（Pierre Crolet）于1988年10月23日从楼梯上坠楼，死因也备受怀疑，罗芒是“事故”的唯一目击者。
心理学家认为，罗芒患有自恋型人格障碍。